# Parafia św. Jana Chrzciciela w Pstrągówce
Parafia św. Jana Chrzciciela w Pstrągówce – parafia rzymskokatolicka znajdująca się w diecezji rzeszowskiej w dekanacie Frysztak.
Parafia erygowana została dekretem biskupa w 1959 roku.